# Baikiaea ghesquiereana
Baikiaea ghesquiereana là một loài rau đậu thuộc họ Fabaceae.
Loài này chỉ có ở Tanzania.
Chúng hiện đang bị đe dọa vì mất môi trường sống.